# Grosselfingen
Grosselfingen è un comune tedesco di 2 178 abitanti,, situato nel land del Baden-Württemberg.